# Зарудянский сельский совет (Роменский район)
Зарудянский сельский совет (укр. Зарудянська сільська рада) — упразднённая административная единица в составе Роменского района Сумской области Украины.
Административный центр сельского совета находился в с. Зарудье.

## Населённые пункты совета
- с. Зарудье
- с. Великое
- с. Малое
- с. Червоногвардейское